# Malaspina
(Divina Commedia, Purg., VIII, vv. 124-129)
I Malaspina sono una nobile famiglia italiana d'origine longobarda, discendente dagli Obertenghi, marchesi di Toscana, che resse, a cominciare dal XIII-XIV secolo, i molti feudi della Lunigiana e, dal 1473 al 1553, furono i sovrani di Massa e Carrara, seguiti dai loro discendenti per linea femminile fino all'assorbimento del Ducato di Massa e Carrara nei domini degli Austria-Este, comunque anch'essi loro discendenti..

## Storia

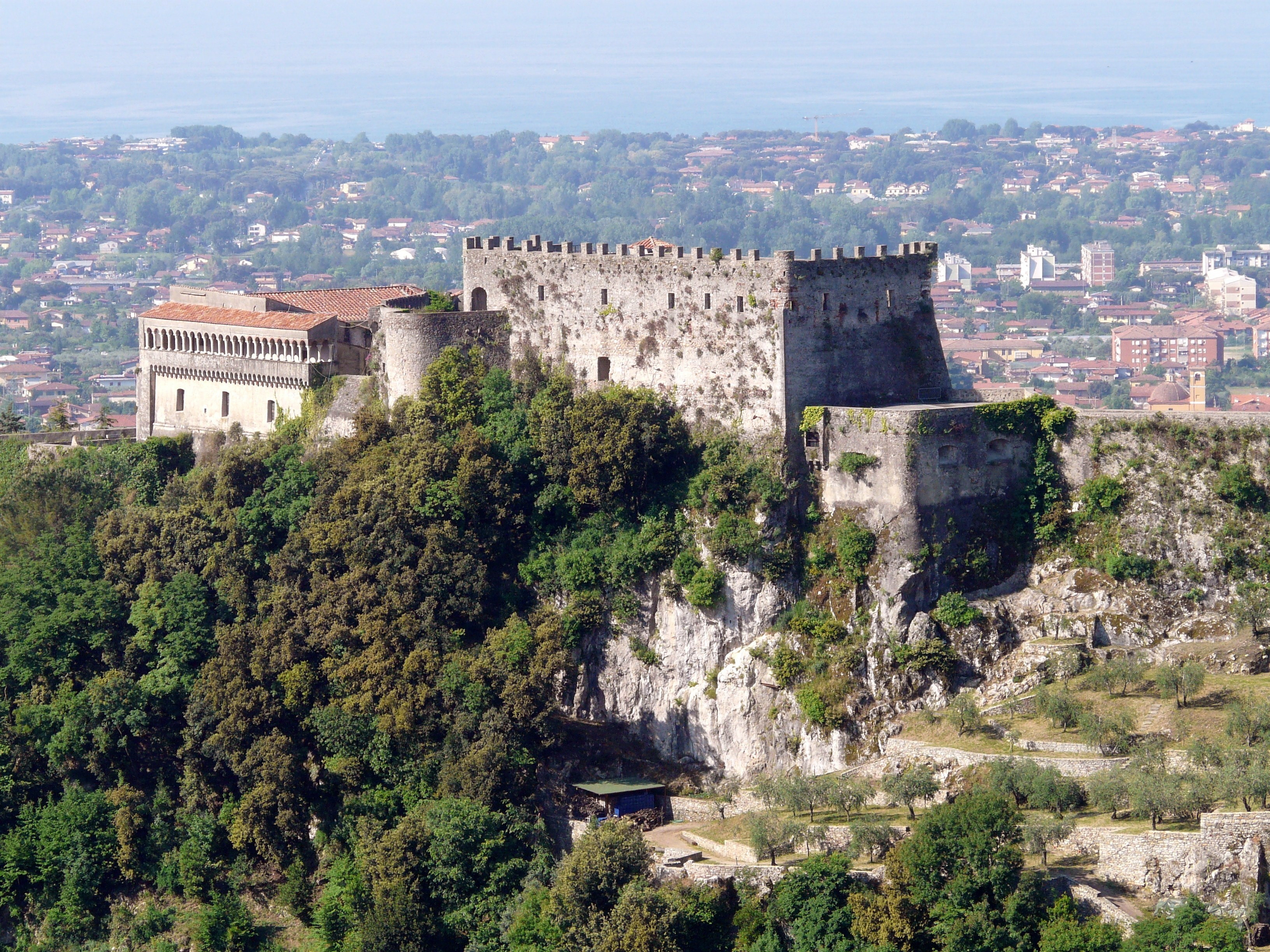
La Rocca Malaspina a Massa

Sulle origini del cognome esistono varie leggende: alcuni le fanno risalire addirittura ai tempi di Anco Marzio (come mostrano gli affreschi fatti dipingere nelle sale del castello di Fosdinovo), alcuni pensano ad un episodio leggendario di uccisione di un nemico, il re merovingio Teodeberto I, nel 548 circa, vicenda raccontata su cinque formelle in arenaria sul portale d'ingresso del palazzo Malaspina di Godiasco, tramite una grossa spina; altri ancora le collegano alla probabile disdicevole condotta da parte di Alberto o qualche suo parente.
La dinastia dei Malaspina derivò da quella obertenga, il cui iniziatore fu Oberto I, nominato conte di Luni nel 945, marchese di Genova (ad opera del re d'Italia Berengario II) nel 951 ed, infine, conte palatino nel 953.

Questi ebbe due figli, Oberto II, che ereditò dal padre il titolo di conte di Luni, e Adalberto I, la cui discendenza darà vita alle famiglie dei Pallavicino e dei Cavalcabò.
Questa fu la prole di Oberto II: Berta, moglie di Arduino re d'Italia; Ugo, conte di Milano; Alberto Azzo I, conte di Luni, la cui posterità darà vita agli Este di Brunswick e di Hannover; ed infine Oberto Obizzo I, progenitore della prosapia dei Malaspina.
Nel 1004 Oberto Obizzo I, combatté insieme al cognato re Arduino contro i Vescovi-Conti di Luni: fu solo il primo conflitto che la famiglia ebbe con i governanti della cittadina di fondazione romana. Figlio di Oberto Obizzo I fu Alberto I.
Figlio di Alberto I fu Oberto Obizzo II (?-1090), padre di Alberto II (?-1140), il primo a farsi chiamare Malaspina (e per questo considerato il vero capostipite della famiglia).
Alberto Malaspina ampliò i possedimenti di famiglia dagli Appennini a ridosso della Lunigiana ed entrando in antagonismo con Genova ed i vescovi di Luni.
Nel 1124, nel trattato di pace di Lucca, si fa riferimento a divisioni di beni che coinvolsero i discendenti di Oberto che, nel tempo, daranno vita a diverse e celebri famiglie nobili europee: linea primogenita dei marchesi di Massa e Corsica, Brunswick, Estensi, Pallavicino e Malaspina.
Il figlio di Alberto, il marchese Obizzo I Malaspina (?-1185), combatté dapprima contro Federico Barbarossa a sostegno dei comuni ribelli, ma poi, quando l'imperatore prese il sopravvento, lo sostenne e appoggiò nella battaglia contro Milano (1157). Questi lo ricompensò investendolo dei domini di Liguria, Lunigiana, Lombardia ed Emilia. 

Nel 1176, però, Obizzo, dopo aver scortato il Barbarossa a Pavia, si alleò a sorpresa con la Lega Lombarda e attaccò il sovrano. Anche per questo doppio gioco, il Federico fu sconfitto nella battaglia di Legnano. Nella pace di Costanza, Obizzo fu comunque perdonato da Federico, che gli confermò i suoi possedimenti. I due ultimi eventi (la battaglia di Legnano e la pace di Costanza) sono rappresentati nei dipinti conservati nel salone del castello di Fosdinovo, realizzati da Gaetano Bianchi alla fine dell'Ottocento.
Obizzo I ebbe due figli: Obizzo II Malaspina (noto anche come Obizzone) e Moroello I Malaspina. I discendenti del primo figlio verranno chiamati Malaspina dello Spino Secco, quelli del secondo saranno denominati Malaspina dello Spino Fiorito (1221).

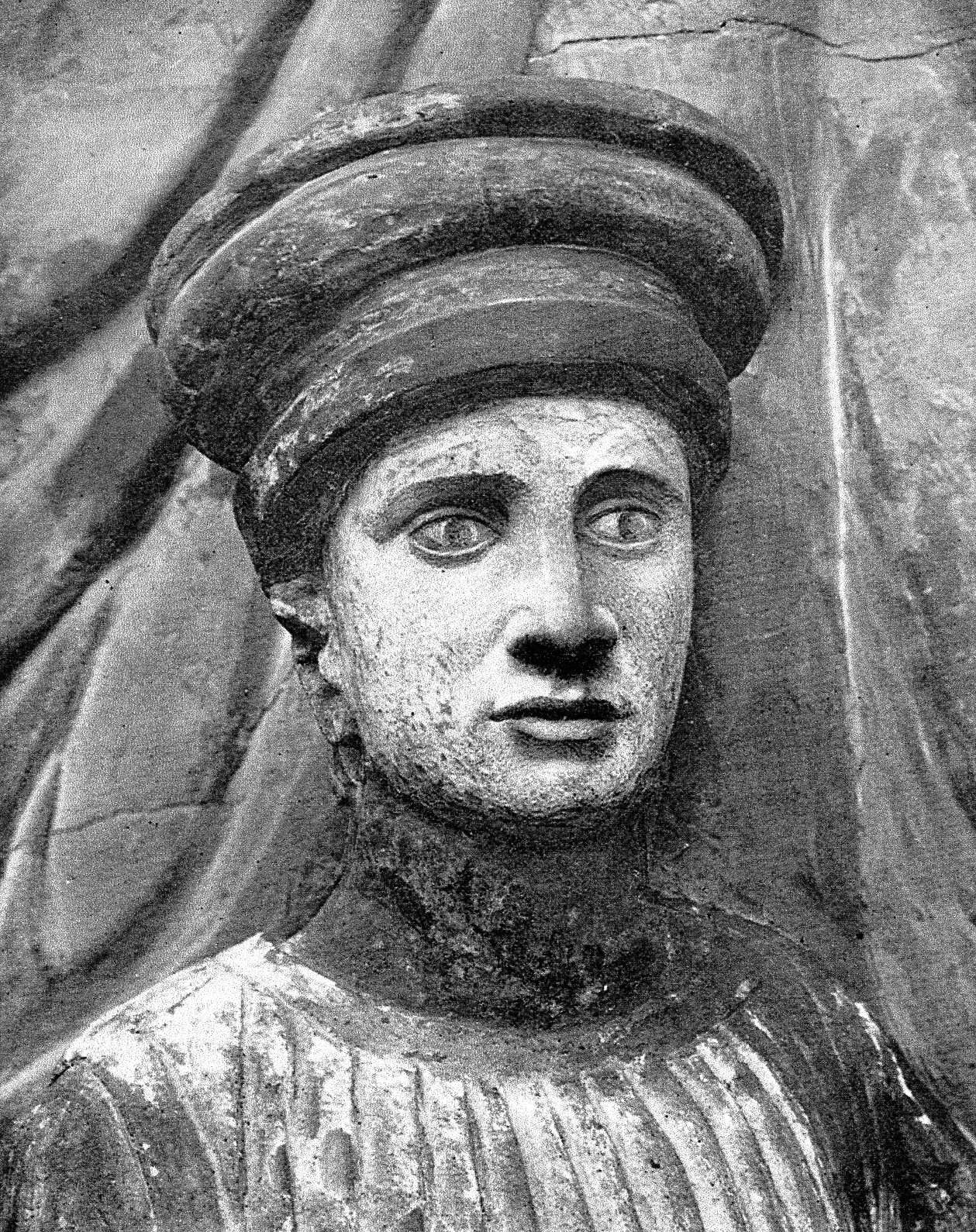
Spinetta Malaspina

Figlio di Obizzone fu Corrado I Malaspina (che Dante chiamò "l'antico"), il primo vero esponente dei Malaspina dello Spino Secco, che ottenne tutti i possedimenti alla destra del Magra più il territorio di Villafranca, che si trovava sulla sinistra del fiume. Da lui discesero: Manfredi, Moroello di Mulazzo, Federico di Villafranca e Alberto. Da Manfredi nacque Moroello "Vapor di Valdimagra", amico di Dante Alighieri; da Moroello di Mulazzo, nacque Franceschino Malaspina, che prese parte alle guerre tra guelfi e ghibellini e ospitò più volte il Sommo Poeta durante il suo esilio in Lunigiana, nominandolo suo procuratore e degli altri Malaspina (compresi alcuni dell'altro ramo) nelle trattative di pace con il vescovo di Luni Antonio Nuvolone da Camilla, che porteranno alla pace di Castelnuovo (1306); Federico di Villafranca fu il genitore di Obizzino e del celebre Corrado Malaspina il Giovane, a cui Dante si rivolse nell'VIII Canto del Purgatorio per riconoscenza nei confronti della sua famiglia.
Discendente di Moroello I Malaspina fu invece Guglielmo, il cui figlio fu Obizzino, il vero capostipite dei Malaspina dello Spino Fiorito che ricevette tutti i territori alla sinistra del Magra. Sposato con Caterina Cattaneo, ebbe tre eredi: Bernabò, Isnardo e Alberto. Isnardo sposò Cubina d'Este che diede alla luce Gabriele I e Azzolino, che, a sua volta, generò tre figli; Spinetta Malaspina, detto Il Grande, che acquistò nel 1340 il feudo di Fosdinovo senza lasciare prole legittima; Isnardo; infine, Azzolino, i cui successori assumeranno il titolo di marchesi di Fosdinovo (1355).
La spartizione delle terre tra gli eredi di numero sempre crescente portò ad un frazionamento dei domini in feudi sempre più piccoli.
I Malaspina appoggiarono ora i ghibellini ora i guelfi. Come appartenente alla fazione guelfa Obizzino prese parte alle lotte dei lombardi contro gli Hohenstaufen. Con Moroello dei Malaspina di Giovagallo fu a capo dei guelfi toscani che difesero Firenze contro Enrico VII. La fazione ghibellina toscana a difesa dell'imperatore fu guidata da un altro esponente della casata, Spinetta Malaspina detto il Grande.
Ebbe anche un'ampia e compatta signoria nella zona a nord di Genova (area delle Quattro province), nelle valli dei fiumi Trebbia e Staffora. Entrambe le signorie, quella della Lunigiana e quella a nord di Genova (detta lombarda), andarono ben presto sfaldandosi per l'adozione del diritto longobardo che prevedeva la spartizione dei beni (e anche dei feudi) tra tutti i figli maschi.
Alcuni membri dei Malaspina ressero una parte del giudicato di Torres nei secoli XIII e XIV, ma, soprattutto, dal XV al XVIII secolo, il ramo dei Cybo-Malaspina governò il marchesato indipendente di Massa e principato di Carrara (poi ducato di Massa e Carrara). I possedimenti sardi dei Malaspina furono: il castello di Serravalle (Bosa) con le curatorie di Planargia e Costa de Addes; il castello di Osilo con le curatorie di Montes, Figulinas e Coros.
Gli appartenenti alla famiglia avevano il titolo di principi di San Colombano.

## Origini della casata
I Malaspina, al pari degli Estensi e dei Pallavicino, furono un ramo marchionale disceso dalla famiglia degli Obertenghi, il cui capostipite fu Oberto I (Otbert o Odebertus), che fu attorno alla metà del X secolo conte palatino (conte del Sacro Palazzo di Pavia e massima autorità giudiziaria nel regno), e dal 951 marchese di Milano e conte di Luni e della marca da lui detta Obertenga, nella Liguria orientale, comprendente i comitati di Milano, Genova, Tortona, Bobbio, Luni e zone limitrofe.
Questo ampio territorio andò riducendosi e frammentandosi, sia per le divisioni ereditarie (non essendo in vigore l'istituto del maggiorascato), sia per avvicendamenti con altre famiglie (Fieschi, Spinola, Doria ed altri), ma pure per la pressione dei nascenti comuni (Milano, Genova, Piacenza, Tortona, Pavia e Bobbio).
Da Oberto I, attraverso i successivi discendenti Oberto II, Oberto Obizzo I, Alberto I, Oberto Obizzo II, si giunse ad Alberto o Adalberto II (morto nel 1140) detto Malaspina, capostipite della famiglia. 

Il figlio Obizzo I ("il grande") (morto nel 1185) ebbe nel 1164 confermati i suoi feudi dall'imperatore Federico I e fu nominato vassallo imperiale: essi detenevano già i due gruppi storici: parte della Liguria (Tigullio, Cinque Terre e Levanto sul mare, persi per acquisizioni di Genova e dei Fieschi), con la Lunigiana e la Garfagnana e la zona delle valli del Trebbia (fino a Torriglia), la Val d'Aveto (fino a Santo Stefano d'Aveto) e Staffora (Oltrepò); e in quella che allora si diceva Lombardia (Val Bormida e Oltregiogo).
Dei suoi vari eredi nel 1220 erano viventi i soli Corrado e Obizzino, confermati dall'imperatore nei loro feudi, invero alquanto ridotti per le cessioni fatte specie a Piacenza. Nel 1221 essi divisero le loro signorie: Corrado ebbe la Lunigiana a ovest del Magra e la val Trebbia in Emilia, dando origine al ramo dello Spino Secco; Obizzino ebbe la Lunigiana a est del Magra e la valle Staffora in Lombardia, inaugurando la linea dinastica dello Spino Fiorito.

### Genealogia essenziale
- Oberto I, capostipite degli Obertenghi
  - Adalberto I, capostipite dei Pallavicino, dei Cavalcabò e dei marchesi Massa-Parodi, Massa-Corsica, di Gavi
  - Oberto II
    - Alberto Azzo I
      - Alberto Azzo II, I marchese d'Este
        - Guelfo I, capostipite dei Welfen e poi del casato di Hannover
        - Folco I, capostipite del casato italiano degli Este

    - Oberto Obizzo I
      - Alberto I
        - Obizzo II
          - Alberto detto Malaspina, il cui soprannome avrebbe poi definito la famiglia
            - Obizzo
              - Obizzone
                - Corrado I, capostipite del ramo dello Spino Secco

              - Morello
                - Guglielmo ( - 1220)
                  - Opizzino, capostipite del ramo dello Spino Fiorito[5]

## Linea dello Spino Secco

Arme originario dei Malaspina dello Spino Secco
("Troncato d'oro e di rosso, con uno spino secco, al naturale, attraversante.")

Dai figli del capostipite Corrado, ricordato da Dante Alighieri come l'Antico, derivarono (divisione effettuata nel 1266) quattro ulteriori rami.

### Malaspina di Mulazzo
Trassero origine da Moroello (morto nel 1284), che oltre al castello di Mulazzo in Lunigiana, principale rocca della linea dello Spino Secco, possedeva feudi in Val Trebbia attorno a Ottone, e partecipazioni nei domini della famiglia in Sardegna. 

Il ramo primogenito fu sempre titolare del marchesato di Mulazzo fino all'abolizione del feudalesimo, e si estinse (1810) con il marchese Alessandro Malaspina, celebre politico e navigatore. 

Il marchesato, sovrano dal 1266 al 1797 e feudo imperiale fin dal 1164, si estese con varie acquisizioni anche su Pozzo, Montereggio, Montarese, Castagnetoli (dal 1746), Calice, Veppo e Madrignano (questi tre ultimi dal 1710 fino al 1772 furono amministrati dalla linea minore, quando per difficoltà finanziarie furono venduti al granduca di Toscana). 

Nel XVI secolo si distaccarono temporaneamente i rami di Madrignano (1523-1634) e di Montereggio (1523-1646) e il feudo di Mulazzo dal 1473 fu governato ad anni alterni fino al 1776 dai "Malaspina del Castello" e "Malaspina del Palazzo". La linea diretta maschile si estinse con il famoso esploratore Alessandro Malaspina.

Suoi sovrani furono i marchesi:
- Moroello dal 1355 ebbe l'investitura imperiale del feudo
- Antonio (1365-1406)
- Azzone -1473
- Cristoforo -1511
- Azzone II
- Gian Paolo -1517

e Gian Gaspare -1531 (del Palazzo) - Margherita Malaspina di Lusuolo
- Moroello II -1573 - Caterina Malaspina di Gragnola

e Gian Cristoforo -1574 - Nicola Vivaldi
- Francesco Antonio -1574 - Mattea Malaspina di Podenzana
- Giampaolo II -1584

e Gian Gaspare II -1584
- Leonardo -1605

e Anton Maria -1600 - Euridice Malaspina di Castevoli
- Gian Vincenzo - 1623
- Ottavio -1646

e Gian Cristoforo II -1643 - Lucrezia Rinaldi
- Moroello III -1657 - Caterina Malaspina di Mulazzo
- Azzo Giacinto -1674 - Pannina Fogliani d'Aragona

e Corrado -1676
- Carlo Maria -1705 - Luigia Malaspina di Podenzana

e Obizzo -1691 - Maria Felicia Cambi
- Azzo Giacinto II -1746 - Lucrezia Avogadro

e Gian Cristoforo III -1763 - Dejanira Malaspina di Podenzana
- Carlo Moroello -1774 - Caterina Meli Lupi di Soragna

e Cesare -1776
- Azzo Giacinto III -1797

(e Luigi -1797, de jure).
Tra le linee collaterali derivate da questa di Mulazzo si ricordano:
- Malaspina di Cariseto e Godano, da Cariseto[14] frazione di Cerignale in Val Trebbia, trassero origine da Antonio (morto nel 1477), figlio di Antonio di Mulazzo, e si estinsero nel giro di due generazioni, a seguito di una rivolta popolare avvenuta a Godano dove morì il figlio di Antonio II, Alessandro. Dopo l'insurrezione il territorio di Godano passó alla Repubblica di Genova. Il Cariseto passò ai Fieschi nel 1540 e successivamente ai Doria.
- Malaspina di Santo Stefano, da Santo Stefano d'Aveto, in una valle tributaria della Val Trebbia, trassero origine da Ghisello I (morto nel 1475), figlio di Antonio di Mulazzo; già nel 1495 vendettero il marchesato di Santo Stefano ai Fieschi, mantenendo i feudi di Godano e Bolano (entrambi in val di Vara, intermedia tra la Lunigiana e la Val Trebbia), e si estinsero nel XVII secolo, lasciando i loro feudi alla linea principale di Mulazzo.
- Malaspina degli Edifizi, da Edifizi frazione di Ferriere in val Nure, signori di Torrio (Val d'Aveto) e Noceto (Val Nure) 1423, trassero origine da Pietro, figlio di Ghisello I di Santo Stefano, e si estinsero nel 1624. Aveva la residenza nel castello di Gambaro presso Edifizi e le comunità di Ascona d'Aveto e Torrio.
- Malaspina di Casanova (da una Casanova probabilmente in Liguria), trassero origine da Antonio, figlio (forse) di Barnabò di Mulazzo, e si estinsero nel XVIII secolo dopo aver venduto il feudo ai Doria nel XVI secolo.
- Malaspina di Croce (da Croce Fieschi nell'Appennino ligure) che venderono il feudo ai Fieschi nel 1504.
- Malaspina di Fabbrica, da Fabbrica frazione di Ottone (da non confondersi con Fabbrica Curone di cui erano marchesi un ramo dei Malaspina di Varzi), trassero origine da Moroello, figlio di Bernabò o di Galeazzo di Mulazzo, venderono nel 1540 il feudo ai Fieschi, sopravvissero alla fine del feudalesimo ed esistono tuttora.
- Malaspina di Ottone, da Ottone in Val Trebbia, trassero origine da Giovanni, figlio di Bernabò o di Galeazzo di Mulazzo; vendettero il feudo nel 1540 ai Fieschi e si estinsero all'inizio del XIX secolo.
  - Malaspina di Orezzoli, da Orezzoli frazione di Ottone, trassero origine da Galeazzo figlio di Giovanni di Ottone, si ramificarono moltissimo; estinti nel XVIII secolo nella linea principale, esistono ancora in varie linee collaterali. Da una di esse, residente a Bobbio, derivò per adozione la linea dei Malaspina-Della Chiesa, marchesi di Volpedo e Carbonara.
  - Malaspina di Frassi, da Frassi frazione di Ottone, trassero origine da Giovanni, figlio di Galeazzo di Orezzoli, ed esistono tuttora in varie linee. Venderono il feudo nel 1656 ai Doria.
- Malaspina di Madrignano, linea indipendente dal 1355 con Azzone fino al 1631. La linea indipendente fu ricostituita dal 1710 al 1772 con i consignori di Mulazzo (linea del Palazzo). Suoi marchesi sovrani furono:
  - Azzone II, 1446
  - Bonifazio (1531-1555)
  - Stefano -1592
  - Bonifazio II -1596 - Diana da Passano
  - Stefano II -1600.
  - Giulio Cesare -1631
  - Rinaldo di Suvero
  - Moroello di Mulazzo
  - Annibale, 1652
  - Gian Cristoforo II (1710-1763), consignore di Mulazzo
  - Cesare -1772, consignore di Mulazzo

### Malaspina di Castevoli
Linea autonoma dal XV secolo costituitasi con Azzone di Antonio di Mulazzo, possedeva anche i feudi di Stadomelli, Cavanella ed il governo congiunto di Villafranca. I principali esponenti furono Tommaso II (-1603) e il figlio Francesco (-1649). La linea diretta si estinse nel 1759 e con il consenso imperiale il feudo fu unificato con quello di Villafranca (1796). Dal 1794 iniziarono le rivolte contro il governo autoritario del marchese Tommaso III. Dal 1757 una parte del feudo fu acquisito dalla linea di Mulazzo.

Suoi marchesi sovrani:
- Azzone 1465
- Cristofano
- Tommaso -1547
- Giovan Battista, consignore di Villafranca (1547-1561)
- Tommaso II -1603
- Francesco -1640
- Tommaso II -1649
- Niccolò -1676
- Clarice -1678.
- (Alfonso 1561-1584; linea di Stadomelli)
- (Alessandro -1604)
- (Marzio -1616)
- (Scipione -1656)
- Alfonso III (1678-1722), erede di Castevoli
- Scipione II -1744.
- Opizzone Paolo -1759
- Tommaso III -1797, erede di Villafranca.

### Malaspina di Giovagallo
Trassero origine da Manfredo, figlio di Corrado l'Antico verso il 1260. Possedevano il castello di Giovagallo (Tresana) con la zona circostante. Si estinsero nel 1365, e i loro feudi passarono alla linea di Villafranca (vedi sotto), mentre gran parte del marchesato fu assorbito da quello di Tresana.

### Malaspina di Villafranca
Trassero origine da Federico, figlio di Corrado l'antico, ed ebbero il castello di Malnido a Villafranca in Lunigiana con le terre vicine. Le successive divisioni ereditarie, le guerre e la perdita di numerosi territori nelle valli vicine del Vara, Aulella e Taverone, portarono la linea dinastica alla povertà e decadenza. Dal XVI secolo si posero sotto la protezione (accomandigia) di Modena e per la loro lealtà, con decreto del 3 maggio 1726 il duca Rinaldo d'Este di Modena concesse loro la denominazione "Malaspina Estensi". Lo staterello si estendeva su Garbugliaga, Beverino, Villa, Rocchetta di Vara, castello della Virgoletta, e castello di Malnido a Villafranca, sede congiunta con i consignori della linea di Castevoli.

I marchesi sovrani furono
- Federico -1367
- Spinetta -1402
- Federico I -1406
- Gabriele -1437
- Giovanni Spinetta -1469
- Tommaso - 1521
- Bartolomeo -1549
- Federico II -1580
- Alfonso -1601 e Scipione -1656
- Tommaso e Federico III -1603
- Bartolomeo II -1628
- Annibale -1652
- Niccolò - 1697
- Giovanni -1715
- Annibale II Malaspina Estense -1721
- Giovanni II Estense -1725
- Azzo Federico II Estense -1726
- Azzo federico III Estense -1766
- Luigi
- Federico IV Estense -1786 e Ludovico Giovanni III -1796.

[* Tommaso III 1797 (linea di Castevoli).
Si ramificarono molto, sopravvivendo alla fine del feudalesimo, ed esistono tuttora in varie linee. Di esse alcune hanno avuto proprie signorie e un'identità separata. Si ricordano:
- Malaspina di Cremolino, da Cremolino nel Monferrato, trassero origine da Tommaso I (1361), figlio di Federico di Villafranca e di Agnese del Bosco, di stirpe aleramica, da cui provennero i suoi feudi (comprendenti anche la consignoria sulla città di Ovada); si estinsero nel XVI secolo.
- Malaspina di Lusuolo, da Lusuolo frazione di Mulazzo in Lunigiana, trassero origine da Azzone (morto nel 1364), figlio di Opizzino di Villafranca, ereditò anche i feudi dei Malaspina di Giovagallo ormai estinti (vedi sopra). Moroello, figlio di Opizzino, fu connestabile di cavalleria di Gian Galeazzo Visconti[15]. Si estinsero nel XVII secolo dopo aver venduto i loro feudi al Granduca di Toscana
  - Malaspina di Podenzana, da Podenzana in Lunigiana, discesero da Leonardo, figlio di Gian Spinetta di Lusuolo nel 1536. Alessandro nel corso della Guerra di successione spagnola divenne governatore imperiale di Aulla, spossessandone i genovesi Centurione, proprietari dal 1543; rifiutatosi di giurare fedeltà al re di Spagna, Alessandro si vide demolita la possente rocca nel 1706, tuttavia ne entrò definitivamente in possesso dal 1710 come marchese di Aulla, acquistando dall'imperatore il feudo per 30.000 fiorini. Nel 1794 ereditano una parte di Licciana; si estinsero alla fine del XVIII secolo, contemporaneamente all'abolizione del feudalesimo. Oltre Podenzana e Aulla possedevano anche Montedivalli, Amola e un quarto del feudo di Monti. Furono marchesi sovrani:
    - Leonardo (1535-1565)
    - Alessandro -1587
    - Leonardo II -1637.
    - Francesco -1676
    - Alessandro II -1719 e Niccolò 1714-1769
    - Francesco II Maria -1754
    - Alessandro III -1789
    - Alfonso -1797.
- Malaspina di Tresana, da Tresana in Lunigiana, già feudo dei Malaspina di Giovagallo, trassero origine da Opizzino, figlio di Giovanni Jacopo di Lusuolo, e si estinsero con Guglielmo nel 1652.
- Malaspina di Licciana, da Licciana Nardi in Lunigiana, derivanti da Gian Spinetta, figlio di Giovanni Spinetta di Villafranca e divennero una linea indipendente dal 1535; ebbero il feudo di Licciana e si estinsero alla fine del XVIII secolo, poco prima dell'abolizione del feudalesimo. Il marchesato estendeva la propria sovranità anche su Panicale, Monti, Piancastelli, Solaro, Bigliolo, Catanasco, Mulesano, Amola. Ferdinando nel tentativo di porsi sotto la protezione della Spagna venne ucciso nel corso di una rivolta popolare nel 1611. Dal 1778 venne posto sotto il protettorato modenese e la linea familiare nel 1783 ereditò parte del feudo della Bastia. Dopo Ignazio il feudo passò alla linea di Podenzana (1795).
Suoi marchesi sovrani furono:
  - Jacopo (1535-1580), nel 1549 ricevette l'investitura imperiale
  - Cornelio
  - Alfonso -1600
  - Ferdinando -1619
  - Obizzo -1641
  - Jacopo II -1669 - Bianca Maria Rangoni
  - Obizzo II -1704 - Paoloa Cecchinelli
  - Jacopo III Antonio -1746 - Beatrice Cavalca
  - Francesco Maria -1749
  - Cornelio -1778 - Maria Teresa Cybo Malaspina di Massa
  - Ignazio -1794 - Margherita de Rossillon
  - Amedea Gaspara -1796. - conte Massimiliano di Montecuccoli
  - Alfonso -1797 (linea di Podenzana e Aulla).
  - Malaspina della Bastia, da Bastia, frazione di Licciana Nardi, trassero origine da Fioramonte II, figlio di Gian Spinetta di Licciana (-1528) come linea indipendente dal 1535. Nel corso del XVII secolo il feudo fu funestato dalle vicende criminose di Nestore, fratello minore del marchese Carlo, i cui arbitrii terminarono solo con la sua uccisione durante una violenta rivolta popolare, nonostante l'intervento arbitrale del granduca di Toscana. Nel 1704 lo staterello si pose sotto il protettorato toscano, accogliendo un auditore ed un podestà nominati dal governo fiorentino. Si estinsero nel 1783, lasciando il feudo alla linea di Ponte Bosio. La marchesa Anna, consorte del marchese Giovanni, donna bellissima, fu inviata a Versailles nel tentativo di sostituirla come favorita di Luigi XV alla Pompadour, ma ritornò nel suo feudo solo con una modesta pensione concessa dal re. Qui i suoi marchesi sovrani:
    - Fioramonte II di Licciana -(1535-1574)
    - Camillo -1612
    - Corrado -1613
    - Carlo -1622
    - Camillo II -1629
    - Ippolito -1641 - Taddea Malaspina
    - Camillo III -1643
    - Francesco -1671
    - Serafino -1736 - Teresa Borri
    - Antonio -1740
    - Giovanni -1783. - Annetta Malaspina di Mulazzo
    - Claudio -1797 (linea di Pontebosio).
    - Malaspina di Terrarossa, da Terrarossa, frazione di Licciana Nardi, trassero origine da Fabrizio, figlio di Fioramonte di Bastia, che vendette il suo feudo al Granduca di Toscana nel 1617; si estinsero nel giro di due generazioni.
    - Malaspina di Ponte Bosio, da Pontebosio, frazione di Licciana Nardi, trassero origine da Ludovico I, nipote abiatico di Fioramonte della Bastia e divenendo linea sovrana dal 1631, ricevendo l'investitura imperiale nel 1639; ereditarono il feudo di Bastia nel 1783 e nel 1794 parte di quello di Licciana; sopravvissero alla fine del feudalesimo ma si estinsero nel XIX secolo. Suoi marchesi sovrani furono:
      - Ludovico -(1639-1659) - Taddea Malaspina
      - Giulio II -1664
      - Claudio -1662
      - Ferdinando -1722
      - Ludovico II Giulio -1748 - Tereesa Maffei
      - Giulio III -1762 - Chiara Cusani
      - Ferdinando II
      - Claudio II -1797
      - Giulio IV -1797.

  - Malaspina di Monti, da Monti frazione di Licciana Nardi, trassero origine da Moroello (1535-1575), figlio di Gian Spinetta di Licciana e si estinsero in due generazioni con Orazio (1575-1585).
  - Malaspina di Suvero, da Suvero, frazione di Rocchetta di Vara (in provincia della Spezia ma al confine con la Lunigiana), ebbero origine nel 1535 da Rinaldo, figlio di Gian Spinetta II di Licciana; ereditarono Monti, poi venduto nel 1664 alla linea di Podenzana e sopravvissero alla fine del feudalesimo. Esistono tuttora. Torquato (-1594) fece molto per il proprio staterello, favorendo iniziative filantropiche e con la costituzione di un "monte frumentario" per prevenire le carestie. Dopo la guerra ereditaria tra Rinaldo II e Spinetta della linea di Olivola (1627) il feudi imperiali godette di una relativa tranquillità fino all'invasione spagnola del 1733 che distrusse il possente castello. I marchesi sovrani furono:
    - Rinaldo (1535-1563) - Lavinia Malaspina di Villafranca
    - Torquato -1594 - Euridice Malaspina
    - Rinaldo II -1639 - Maria del Carretto
    - Pier Torquato II -1663 - Caterina della Seta di Pisa
    - Francesco Antonio -1714 - Elisabetta Malaspina d'Olivola
    - Torquato III -1736
    - Cesare -1769
    - Rinaldo III -1770
    - Francesco Antonio II -1771
    - Torquato IV -1798.

### Malaspina di Pregòla
Trassero origine da Alberto (morto nel 1298), figlio di Corrado l'Antico. Ebbero il feudo di Pregòla (frazione di Brallo di Pregola) con un vasto territorio sul lato sinistro della Val Trebbia (il fiume divideva i loro feudi da quelli del ramo di Mulazzo), a monte di Bobbio. 
Nel 1304 Corradino Malaspina signore della rocca di Carana (Corte Brugnatella) (non compresa nella donazione del Barbarossa, ma donata in feudo dall'abate di Bobbio Rainerio in cambio del diritto di riscuotere il pedaggio sulla strada della Val Trebbia) d'accordo con Visconte Pallavicino e l'Abate di Bobbio Guido prende Bobbio e la trasformò in una signoria costruendovi l'attuale castello; nel 1341 i Visconti di Milano si impossessarono di Bobbio e di Corte Brugnatella, togliendogli la rocca di Carana e distruggendo il Castello nero (dal colore delle pietre) ma lasciando la torre di guardia sul Bricco (805 m), dopo il 1347, quando morì Corradino, il feudo venne ridato ai figli, ma nel 1361 lo dovettero cedere sempre ai Visconti e poi nel 1436 passò ai Dal Verme divenuti Conti di Bobbio e Voghera; inoltre gli fu tolta la zona dell'antica parrocchia di San Cristoforo nella Valle del Carlone, rimanendogli solo Dezza che era sempre nella parrocchia di San Cristoforo e dandola ai Malaspina di Pregòla. 
Con una prima divisione nel 1347 si staccarono i feudi di Prato (frazione di Cantalupo Ligure, nella Val Borbera, adiacente alla Val Trebbia) e di Corte Brugnatella, che ebbero breve vita. Nella successiva divisione del 1453 si determinarono i quattro quartieri del marchesato di Pregola, ognuno infeudato a un distinto ramo della famiglia. Questi rami furono dunque:
- Malaspina di Vezimo, da Vezimo fraz. di Zerba in Val Trebbia, si estinsero alla fine del XVI secolo.
- Malaspina di Pei e Isola, da Pei, frazione di Zerba, e Isola, località ormai disabitata in comune di Brallo di Pregola, si estinsero nel XVII secolo (ma forse esistono ancora loro discendenti tra i Malaspina della zona, di cui si ignora la genealogia).
- Malaspina di Alpe e Artana, da Alpe frazione di Gorreto e Artana frazione di Ottone, si estinsero nel XVII secolo.
- Malaspina di Pregòla, Campi e Zerba, da Zerba e Campi frazione di Ottone, diedero origine alla linea che, acquistando la maggior parte delle quote del feudo principale, riebbe in esclusiva il titolo di Marchesi di Pregòla (ricordati ed omaggiati sempre durante la festa e la sfilata medioevale in costume di Bobbio che si tiene nella festa di San Colombano a novembre). Con il marchese Oliviero, ottennero nel 1541 l'investitura come feudo imperiale e tale rimase nonostante le aspre contese con i Savoia fino alla fine del feudalesimo in Italia (1797). L'ultimo marchese titolare del feudo sovrano fu Baldassarre che ebbe forti pressioni dalla corte di Torino per rinunciare ai suoi diritti feudali. Per motivi ereditari il feudo era divenuto un condominio con altri rami della famiglia e con i marchesi Pallavicini di Cabella che, con Gerolamo, avevano usurpato nel 1660 porzioni pro quota del feudo malaspiniano. Nel 1782 Gian Galeazzo Malaspina marchese di Santa Margherita, Antonio Giuseppe Malaspina marchese di Orezzoli, eredi di Corrado Malaspina di Pregòla (la cui vedova Maria Teresa Farnese dal Pozzo dal 1777 era divenuta pensionaria dei Savoia) e Giovan Carlo Spinola Pallavicino, rivendicano presso la corte di Vienna le loro prerogative feudali nei confronti della politica annessionista dei Savoia, facendo intervenire l'imperatore.[16] La linea diretta sopravvisse alla fine del feudalesimo, e resta tuttora un ramo della famiglia emigrato in Grecia e attualmente negli Stati Uniti d'America.[17]

## Linea dello Spino Fiorito

Arme antico dei Malaspina dello Spino Fiorito "troncato d'oro e di rosso allo spino al naturale fiorito di cinque pezzi d'argento posto in palo ed attraversante"

Da tre nipoti e un figlio superstite del capostipite Obizzo Malaspina detto Obizzino, per divisione attuata nel 1275, ebbero origine quattro ulteriori linee.

### I. Malaspina di Varzi
Discesero da Azzolino, nipote di Obizzino e figlio di Isnardo, che morì prima della divisione del 1275; Azzolino ebbe in comune con il fratello Gabriele un terzo delle signorie del nonno Obizzino, parte in Lunigiana e parte in Lombardia, e successivamente, in accordo col fratello, tenne per sé i soli feudi lombardi, localizzati in valle Staffora attorno a Varzi. Il Marchesato di Varzi fu diviso tra i tre figli di Azzolino: la linea di Isnardo, che possedeva Menconico, si estinse nel XV secolo, le altre due invece sopravvissero:
- Malaspina di Fabbrica, da Fabbrica Curone in una valle adiacente alla valle Staffora, discendevano da Obizzo figlio di Azzolino. Si estinsero alla fine del XIX secolo dopo che erano divenuti Sforza-Malaspina.
- Malaspina di Varzi (linea primogenita), si estinse nel XIX secolo dopo essersi molto ramificata e aver perso gradualmente il controllo del marchesato. Forse ne esistono ancora discendenti tra i molti Malaspina della valle Staffora, di cui si ignora la genealogia, provenienti da rami decaduti. Da essi derivarono dei rami che acquisirono una propria identità:
  - Malaspina di Santa Margherita, da Santa Margherita, frazione di Santa Margherita di Staffora, trassero origine da Cristoforo (morto dopo il 1420), si estinsero nel 1821.
  - Malaspina di Casanova, da Casanova Staffora, frazione di Santa Margherita di Staffora, ebbero origine da Baldassarre figlio di Bernabò di Varzi, e si estinsero nel XVII secolo. Si suddivisero in un'ulteriore linea:
    - Malaspina di Bagnaria, da Bagnaria di cui avevano solo il titolo nominale, ebbero origine da Bernabò figlio di Bernabò di Varzi, e si estinsero nel XVII secolo.[18]

### II. Malaspina di Verrucola e Fivizzano
Discesero da Gabriele, nipote di Obizzino e figlio di Isnardo, che morì prima della divisione del 1275; Gabriele ebbe in comune con il fratello Azzolino un terzo delle signorie del nonno Obizzino, parte in Lunigiana e parte in Lombardia, e successivamente, in accordo col fratello, tenne per sé i soli feudi in Lunigiana, consistenti nel castello della Verrucola presso Fivizzano, e dei territori circostanti nella Lunigiana orientale. Dei tre figli di Gabriele, Isnardo lasciò una discendenza che si estinse nel XV secolo, lasciando Fivizzano alla Repubblica di Firenze di cui erano alleati, e determinando quindi la presenza fiorentina prima e toscana poi in Lunigiana (la futura Lunigiana Granducale contrapposta a quella malaspiniana e poi modenese); Spinetta Malaspina si mise al servizio di Verona e acquistò il feudo di Fosdinovo, dopodiché, non avendo figli che potessero succedergli, designò come eredi i figli di Azzolino: a questi dunque toccò Fosdinovo e furono essi a dar origine alla linea dei Malaspina di Fosdinovo, la più importante della casata, vicari imperiali in Italia, da cui discese Antonio Alberico I Malaspina, che, come marchese di Fosdinovo, ottenne Massa nel 1441.

#### Malaspina di Fosdinovo

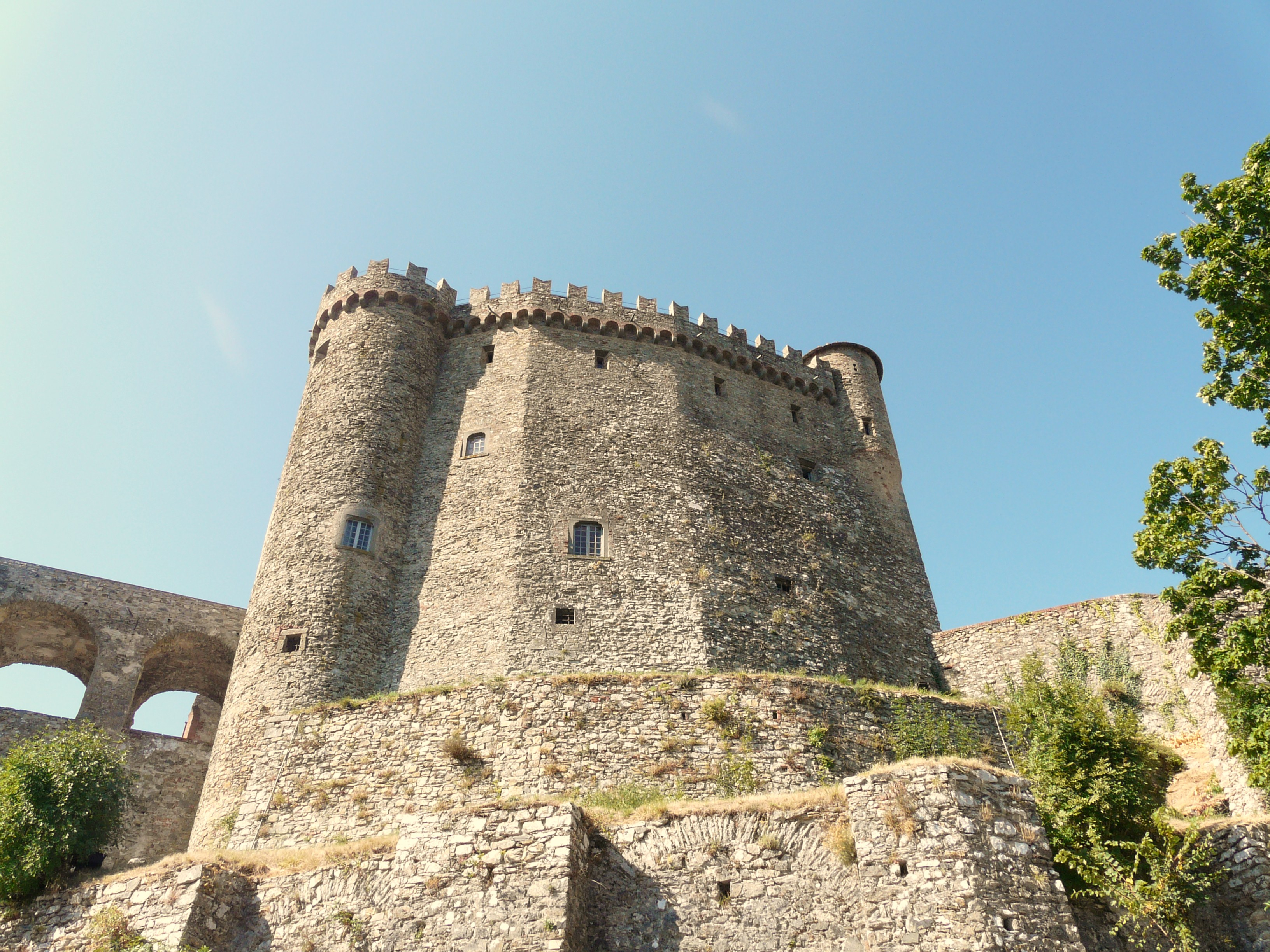
Il Castello Malaspina a Fosdinovo

Discendevano da Galeotto (morto nel 1367), figlio di Azzolino e nipote di Spinetta Malaspina il grande. Il marchesato come sovranità autonoma si costituì nel 1367 e si estese su Viano, Castel dell'Aquila, Gragnola (1646), Cortila, Pulica, Giucano, Ponzanello, Tendola, Marciaso e Posterla, Caniparola. Gabriele figlio di Antonio Alberico I di Fosdinovo, resse il feudo avito di Fosdinovo, lasciando ai fratelli gli altri possedimenti.
Nel 1529 al marchese di Fosdinovo venne riconosciuta la carica ereditaria di vicario imperiale per i feudi italiani e nel 1666 l'imperatore gli concesse il diritto di zecca. L'ultimo marchese sovrano, Carlo Emanuele, si dimostrò favorevole all'abolizione dei feudi imperiali in Italia, aderendo al decreto napoleonico del 2 luglio 1797.
La famiglia Torrigiani-Malaspina è ancora proprietaria del castello fosdinovese.
I marchesi sovrani furono:
- Galeotto (1361-1367) - Argentina Grimaldi
- Gabriele I (1367-1390)
- Spinetta II (1393-1398) - Margherita Barbiano di Cunio
- Antonio Alberico I (1398-1445) - Giovanna Malaspina di Fivizzano
- Lazzaro -1451 - Caterina Malaspina di Gragnola
- Giacomo I (1445-1467)- Taddea Pico di Scaldasole
- Gabriele II (1467-1508) - Bianca Malaspina di Castel dell'Aquila
- Lorenzo (1508-1533) - Teodosia Malaspina di Castel dell'Aquila

con Galeotto II (1508-1523) - Zaffira Pio di Savoia
- Giuseppe (1533-1565) - Luigia Vittoria Doria
- Andrea (1565-1610) - Vittoria di Negro
- Giacomo II (1610-1663) - Maria Grimaldi della Rocca
- Pasquale (1663-1669) - Maria Maddalena Centurione
- Ippolito (1669-1671) - Cristina Pallavicino di Frabosa
- Carlo Francesco Agostino (1671-1722) - Anna Santinelli Aldobrandini
- Gabriele III (1722-1758) - Isabella Orsucci
- Carlo II Emanuele (1758-1797). - Eugenia Pinelli.

##### Malaspina di Massa e Carrara. Cybo-Malaspina
Nella seconda metà del XV secolo, nella linea dei Malaspina di Fosdinovo si venne a enucleare un nuovo ramo che diede vita a quella formazione statuale che sarebbe diventata il Ducato di Massa e Carrara. In particolare, nel 1467 si addivenne, tra i figli del defunto duca di Fosdinovo, Antonio Alberico I, ad un accordo per la spartizione dell'eredità, necessario in quanto all'epoca tra i Malaspina non vigeva il principio della primogenitura. In base a tale accordo, il più anziano dei figli, Giacomo I, ottenne per sé il possesso di Massa ed il relativo titolo marchionale che il padre aveva ottenuto nel 1442, mentre il fratello minore Gabriele II ottenne quello avito di Fosdinovo. Nel 1473 Giacomo acquistò anche la Signoria di Carrara, Moneta e Avenza, dando così vita al "Marchesato di Massa e Signoria di Carrara", e cioè al primo nucleo dei futuri stati di Massa e Carrara.
Il nuovo doppio titolo fu da lui tramandato al figlio Antonio Alberico II, che però morì nel 1519 senza eredi maschi, lasciando il trono alla figlia ventiduenne, e già vedova, Ricciarda. Nel 1522 la nuova marchesa convolò a seconde nozze con il conte Lorenzo Cybo (discendente illegittimo di papa Innocenzo VIII, e che fu anche per alcuni anni associato al trono), dando così vita alla nuova casata dei Cybo-Malaspina che governerà gli stati di Massa e Carrara, acquisendo anche la dignità ducale, fino al 1790. Fu questo l'anno del decesso di Maria Teresa Cybo-Malaspina, ultima della sua casa ma anche duchessa consorte di Modena, e come tale madre dell'ultima degli Este, Maria Beatrice Ricciarda (che le succedette come duchessa di Massa e Carrara), e ava degli Austria-Este.

##### Altri rami cadetti dei Malaspina di Fosdinovo
- Malaspina di Scaldasole e Sannazzaro, da Scaldasole e Sannazzaro de' Burgondi, discesero da Francesco (?-1484), figlio di Giacomo I (?-1481) di Massa e Carrara, che era stato investito dalla duchessa Bianca Maria Visconti dei feudi di Scaldasole (1461), già appartenente a sua moglie Taddea Pico (figlia di Francesco III Pico della Mirandola), e di Sannazzaro (1466), località confinanti ubicate nel Pavese. Francesco riuscì a mantenere per sé e i figli i due feudi lombardi al momento della propria estromissione, da parte del fratello Antonio Alberico II, da quelli di Massa e Carrara, nel 1483. I suoi discendenti mantennero comunque vive a lungo le proprie pretese sui due feudi toscani maggiori, soprattutto dacché Antonio Alberico morì lasciando solo figlie femmine e quindi non titolate, a norma della legge salica, a succedere. Il feudo di Scaldasole fu venduto alla fine del XVI secolo, il secondo rimase alla famiglia fino all'abolizione della feudalità.[25] Si estinsero nel 1835 con Luigi, cittadino di Pavia in cui ebbe un rilevante ruolo politico e culturale.
- Malaspina di Olivola, da Olivola frazione di Aulla, ebbero origine da Lazzaro figlio di Giovanni Battista di Fosdinovo, e nipote di Gabriele che era subentrato nel marchesato di Olivola dopo l'assassinio di tutti gli eredi della prima linea dei Malaspina di Olivola (vedi sotto). Si estinsero nel XIX secolo. Il marchesato possedeva anche Pallerone (1572), Bibola, Bigliolo, Agnino, Quercia, Saracco e Vaccareccia. Dal 1569 fu sottoposto ad accomandigia toscana. I marchesi furono i seguenti:
  - Giova Battista 1485-1509 - Giovanna Rossi di S. Secondo
  - Lazzaro (1509-1544), nel 1525 ricevette l'investitura imperiale
  - Lazzaro II -156 - Margherita Malaspina
  - Spinetta II -1590 - Eleonora della Gherardesca
  - Lazzaro III -1630 - Teodora Malaspina di Licciana
  - Spinetta III - 1635 - Mary Magdalena Dudley di Northumberland
  - Spinetta IV -1655
  - Giuseppe -1682
  - Lazzaro IV -1714 - Beatrice de Silva
  - Giuseppe II Massimiliano -1758 - Maria Teresa Malaspina di Fosdinovo
  - Lazzaro V -1783 - Tommasa Falconi
  - Carlo -1796.
- Malaspina di Verona, ebbero origine da Spinetta figlio di Antonio Alberico I di Fosdinovo, che rinunciò ai feudi ma ebbe grandi proprietà private a Verona. Divennero nobili veronesi nel 1406 ed acquistarono il titolo marchionale con rescritto imperiale il 13 aprile 1638, poi confermato con sovrana risoluzione il 7 gennaio 1821. Si estinsero nel XX secolo.
- Malaspina di Gragnola, da Gragnola frazione di Fivizzano, discesero da Leonardo, fratello di Spinetta il Grande; si estinsero in due generazioni con Leonardo II (-1419), e il titolo passò quindi a un ramo dei marchesi di Fosdinovo, iniziato con Lazzaro di Castel dell'Aquila, fratello di Giacomo I di Massa e Carrara e di Gabriele II di Fosdinovo, e con suo figlio Leonardo.[26] Anche questa linea si estinse, dopo quasi due secoli (1642), e il titolo fu riassorbito dalla linea maggiore di Fosdinovo (1644), dopo una lite insorta con il granduca di Toscana che era stato nominato erede del feudo dall'ultimo marchese Alessandro.[27] Marchesi sovrani:
  - Lazzaro I (1445-1451)
  - Leonardo III -1505 - Aurante Orsini
  - Giacomo
  - Galeotto -1544 - Isabella Maggi
  - Giovanni -1550
  - Leone -1568
  - Alfonso -1594. Linea cadetta (erede del feudo sovrano dal 1594)
  - Corrado -1576 - Girolama di Castelbarco Simonetta
  - Giovan Battista -1606 - Caterina Guidotti
  - Cosimo -1638 - Anna Malaspina di Treschietto
  - Alessandro -1642.

### III. Malaspina di Olivola
Trassero origine da Francesco, figlio di Bernabò e nipote di Obizzino. Nella divisione del 1275 ebbe terre sia in Lunigiana (incentrate sul castello di Olivola, frazione di Aulla) sia in Lombardia (comprendenti il castello di Pizzocorno, frazione di Ponte Nizza). Tutti i discendenti furono assassinati nel 1413 nel castello di Olivola. I loro feudi furono spartiti tra gli altri rami della famiglia (Fosdinovo e Godiasco).
Olivola venne dato alla linea di Gragnola e alla sua estinzione passò ad Alberico I di Fosdinovo ed al figlio Gabriele II. Questi, nonostante la fiera opposizione di uno dei suoi figli, Galeotto, lo lasciò a sua volta al nipote Lazzaro, il quale che diede origine a una nuova linea autonoma dei Malaspina che perdurò in carica fino all'abolizione dei feudi imperiali del 1797, per estinguersi poi alla metà del secolo successivo.
Marchesi sovrani:
- Bernabò (1249-1265)
- Franceschino -1339
- Domenico -1355
- Marco -1398
- Manfredi, Bernabò II, Giovanni -1413.

### IV. Malaspina di Godiasco

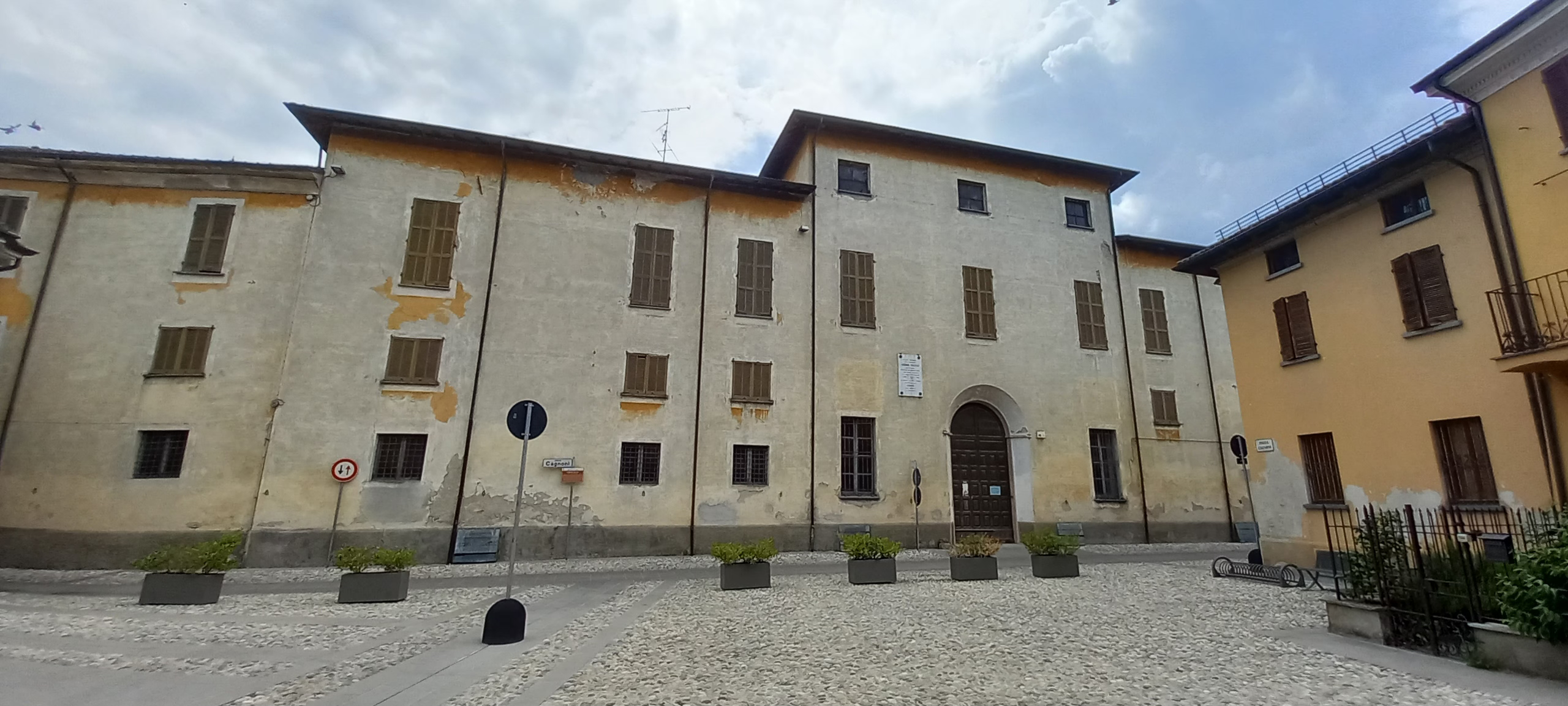
Palazzo Malaspina-Pedemonti, edificato da Cesare Malaspina nel XVI secolo a Godiasco

Discesero da Alberto, figlio di Obizzino, che nella divisione del 1275 coi nipoti ebbe feudi sia in Lunigiana sia in Lombardia, incentrati sui castelli di Filattiera (per cui furono inizialmente detti anche Malaspina di Filattiera, titolo poi rimasto solo a una linea) e di Oramala (frazione di Val di Nizza), cui successivamente subentrò il borgo di Godiasco come centro principale della famiglia. 
Nel 1743 si formò la Provincia di Bobbio sotto il marchesato di Bobbio (dal 1516) sotto i Savoia e sotto il mandamento di Varzi, che racchiuse i territori.
Attraverso Nicolò detto Marchesotto, figlio di Alberto, e ai suoi cinque figli, derivarono le cinque linee della famiglia, che ebbero tutte quante feudi sia in Lunigiana sia nel marchesato di Godiasco
in Lombardia (Oltrepò Pavese):
- Malaspina di Castiglione e Casalasco, da Castiglione del Terziere frazione di Bagnone in Lunigiana, e da Casalasco frazione di Val di Nizza nell'Oltrepò Pavese, ebbero origine da Franceschino detto il Soldato, figlio del Marchesotto; si estinsero in tre generazioni, Castiglione passò a Firenze e Casalasco ai Malaspina di Oramala.
- Malaspina di Bagnone e Valverde, da Bagnone in Lunigiana e Valverde nell'Oltrepò Pavese, ebbero origine da Antonio, figlio del Marchesotto. I figli di Antonio divisero i beni: Bagnone rimase a Riccardo, i cui nipoti lo vendettero a Firenze, e la cui discendenza è estinta nella linea maschile nel 1987. Sopravvive però la linea di discendenza derivata dal prelato Aragonio Malaspina Bartolelli il cui ultimo esponente è ancora in vita nella Marca Anconetana con il nome di Gian Franco; I Malaspina Bartolelli, eredi legittimi della Corona Marchesale di Bagnone, non usano più però dall'immediato dopoguerra il cognome Malaspina nell'anagrafe della Repubblica; Valverde rimase al fratello Antonio, la cui discendenza probabilmente esiste ancora nell'Oltrepò[senza fonte].
- Malaspina di Treschietto e Piumesana, da Treschietto frazione di Bagnone in Lunigiana e da Piumesana frazione di Godiasco nell'Oltrepò Pavese, ebbero origine da Giovanni, figlio del Marchesotto; nel 1698 vendettero Treschietto al Granduca di Toscana, e anche la loro signoria su Piumesana e la consignoria su Godiasco si ridusse a quote modeste. Si estinsero nel XIX secolo.
- Malaspina di Filattiera e Cella, da Filattiera in Lunigiana e Cella frazione di Varzi nell'Oltrepò Pavese, ebbero origine da Obizzino, figlio del Marchesotto; nel 1513 Bernabò, ribelle agli Sforza, fu decapitato a Voghera,[30] e il feudo di Cella fu confiscato; suo figlio Manfredi vendette Filattiera al Granduca di Toscana; la discendenza si estinse nel XVIII secolo.
- Malaspina di Malgrate e Oramala, da Malgrate fraz. di Villafranca in Lunigiana e da Oramala frazione di Val di Nizza nell'Oltrepò Pavese, ebbero origine da Bernabò, figlio del Marchesotto. Fu uno dei pochi rami della famiglia, insieme a quello di Fosdinovo, a non diminuire il proprio potere, ma anzi incrementarlo nel tempo, acquisendo la quasi totalità delle quote del marchesato di Godiasco, il marchesato di Pozzol Groppo e il marchesato di Fortunago, oltre che partecipazioni nella maggior parte degli altri feudi malaspiniani nell'Oltrepò. Furono quindi chiamati poi Malaspina di Godiasco-Pozzol Groppo e Fortunago[31], nomi che prenderanno i due rami coi quali si dividerà la dinastia, che si estingueranno nel XIX secolo. Il feudo di Malgrate, governato dalla linea cadetta, alla morte di Cesare II (1615) passa alla Corona di Spagna per il ducato di Milano e successivamente è infeudato agli Ariberti Freganeschi (1641). I marchesi di Oramala della linea primogenita sono:
  - Bernabò -(1351-1368)
  - Niccolò -1408
  - Bartolomeo -1456
  - Ercole -1477
  - Malgrate -1499
  - Giambattista -1514
  - Cesare -1549
  - Giovambattista II -1561
  - Ercole II -1581
  - Pier Francesco -1622 - Giulia Spinola
  - Giuseppe II -1561 - Lucrezia Guidobono Cavalchini
  - Pier Francesco II -1692
  - Ercole III Benedetto -1723 - Maria Spinola
  - Agostino -1750 - Vittoria Malaspina
  - Ercole IV -1797.
  - Malaspina di Sagliano, da Sagliano Crenna frazione di Varzi, ebbero origine da Azzo, figlio di Nicolò di Oramala e Malgrate, e si estinsero nel XVIII secolo.

## Linee esistenti alla metà del XVIII secolo
- Spino Secco:
  - Mulazzo, Montereggio e Castagnetoli (1746): Carlo Moroello 1746-74, protettorato toscano
  - Calice, Veppo, Madrignano, Mulazzo (1710): Gian Cristoforo 1710-63; feudo ceduto alla Toscana nel 1772
  - Suvero, Monti: Rinaldo III 1736-70
  - Orezzoli: Marco Antonio 1691-52 e due linee cadette
  - Vaccarezza, Volpedo, Momperone (linea non sovrana estinta nel 1757), ai Savoia
  - Oramala, Fortunago, Godiasco (linea non sovrana), ai Savoia
  - Fabbrica di Ottone (linea non sovrana), ai Savoia
  - Ottone (linea non sovrana), ai Savoia
  - Frassi (linea non sovrana), ai Savoia
  - Villafranca, Virgoletta, Garbugliaga, Beverone: Federico III Malaspina Estense 1722-86; feudo modenese
  - Castevoli, Cavanella, Stadomelli: Opizzone Paolo 1744-59, poi alla linea di Villafranca
  - Licciana, Monti, Panicale, Bigliolo: Cornelio 1741-78; estinti nel 1794 e annesso da Villafranca
  - Bastia, Varano, Monti: Giovanni 1740-83, poi alla linea di Ponte Bosio (1794)
  - Ponte Bosio, Monti: Giulio 1748-68, dal 1794 a Licciana
  - Podenzana, Aulla (1710): Francesco Maria 1712-54
  - Pregòla, Campi, sotto il Groppo: Corrado 1720-77 (linea non sovrana)in condominio con Ercole III di Malgrate 1750-97 e linee di S. Margherita, Orezzoli; ai Savoia.
- Spino Fiorito:
  - Fosdinovo, Gragnola, Castel dell'Aquila: Gabriele III 1722-58, vicario imperiale in Italia
  - Fabbrica Curone: Antonio Sforza Malaspina 1739-59 (linea non sovrana), ai Savoia
  - Casarasco (1687): linea non sovrana, ai Savoia
  - Filattiera: Cosimo -1755; linea non sovrana, al Granducato di Toscana
  - Treschietto, Corlaga: Giulio di Filattiera -1761; linea non sovrana al Granducato di Toscana
  - Sannazzaro de' Burgundi, Scandasole: lenea non sovrana, ai Savoia
  - Santa Margherita, Artana, Menconico: Francesco Agostino 1749-57; Corrado di Pregola 1724-77 (linee non sovrane), ai Savoia
  - Malgrate, Filetto, Godiasco, Oramala, Fortunago, Piumesana: Ercole IV 1750-97, in parte feudi non sovrani ai Savoia
  - Olivola, Pallerone, Bibola: Giuseppe Massimiliano 1714-58
  - Treschietto, Valle, Corlaga: Giulio di Filattiera 1710-61 (linea non sovrana), alla Toscana dal 1698
  - Sagliano, Godiasco, Piumesana: Francesco 1743-58 (linea non sovrana), ai Savoia
  - Grondona (linea non sovrana), ai Savoia
  - Valverde, S.Albano, Monfalcone, Godiasco, Piumesana: Carlo Antonio 1704-59 (linea non sovrana), ai Savoia
  - Varzi (linea non sovrana), ai Savoia; possiedono il castello, mentre il feudo è concesso agli Sforza, conti di Santa Fiora
  - Verona (linea non sovrana), sotto Venezia.

## Altre linee

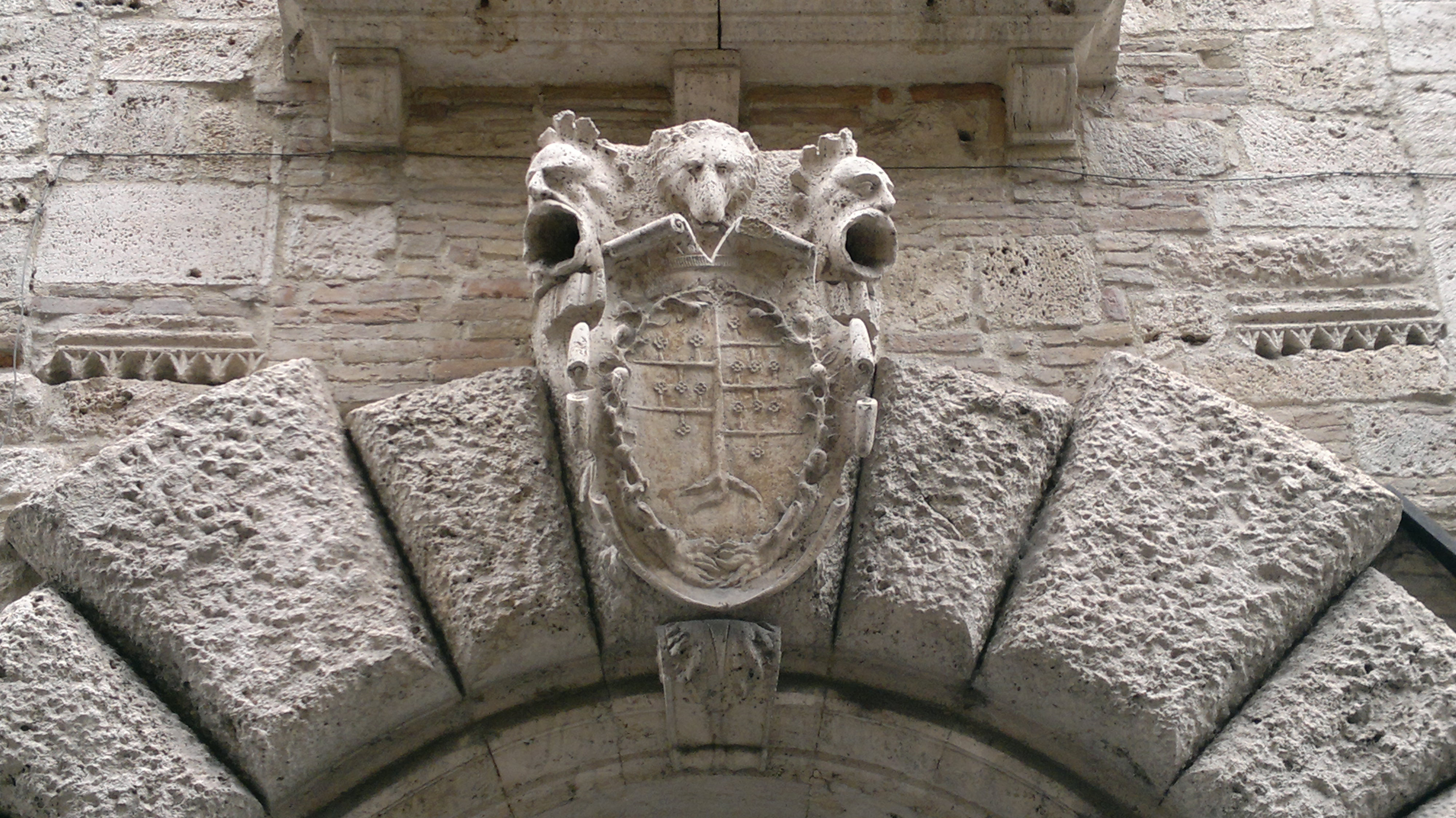
Stemma della famiglia Malaspina sul portale d'ingresso del Palazzo Malaspina ad Ascoli Piceno

- Malaspina di Ascoli Piceno, da Ascoli Piceno nelle Marche; il feudo passò poi ai Malatesta, ma gli Sforza lo ridiedero ai Malaspina fino al 1502 quando passò al papato.
- Malaspina di Grondona, solo il feudo di Grondona, fino alla fine del feudalesimo.
- Sorce-Malaspina, dal marchese di Olivola, Giuseppe Massimiliano Malaspina (1700 - 1º novembre 1758) e Maria Teresa Malaspina (1703 - Pisa, 3 novembre 1770) nacque Alberico (? - 1789) sposatosi a Palermo con Maria Migliore. La figlia Maria Angelica Malaspina sposò Don Antonino Sorce, proveniente da una ricca famiglia di Mussomeli, dando così origine al ramo dei Sorce-Malaspina. Nel 1770 nacque il figlio Salvatore Sorce-Malaspina che, dalla moglie Antonina Padronaggio, avrà i seguenti figli:
  - Antonino Sorce Malaspina (nato nel 1793);
  - Vincenzo Sorce Malaspina (nato nel 1806), sposato con Donna Gaetana Sorce;
  - Maria Angelica Sorce Malaspina (nata nel 1801);
  - Maria Carmela Sorce Malaspina (nata nel 1800).  Attualmente la linea continua con i discendenti di Giuseppe Mistretta, nato dal Cavalier Antonino e da Donna Stefanina Mistretta.

### Altri componenti non appartenenti alle linee note
- Ricordano Malaspina: (o Malespini), storiografo fiorentino (* verso il 1200, †; 1281) scrisse una storia della sua città ("Istoria fiorentina") in italiano, proseguita dopo la sua morte dal nipote, Giaccotto. Dopo la battaglia di Montaperti (1260) andò in esilio a Roma. Fece ritorno a Firenze dopo la Battaglia di Benevento del 1266.
- Giacotto Malaspina, che proseguì la storia fino al 1286.
- Saba Malaspina segretario del papa Giovanni XXI, scrisse una storia della Sicilia ("Rerum sicularum", 1250-76) dal punto di vista guelfo.